# جینسویل (ویسکانسین)
جینسویل، ویسکانسین  (به انگلیسی: Janesville) شهری در شهرستان راک ایالت ویسکانسین است که در سال ۱۸۵۳ بنیان‌گذاری شده‌است. این شهر طبق سرشماری سال ۲۰۱۰ میلادی ۶۳٬۵۷۵ نفر جمعیت داشته‌است.